# Alchemilla quinqueloba
Alchemilla quinqueloba é uma espécie de rosácea do gênero Alchemilla, pertencente à família Rosaceae.